# Everything Will Happen Before You Die
Everything Will Happen Before You Die es una película estadounidense de comedia de 2010, dirigida por Dan Finkel, que a su vez la escribió junto a Brian McGuire, en la fotografía estuvo Bruce Dickson y el elenco está compuesto por Brian McGuire, Max Hoffman, John Hawkes y James Duval, entre otros. El filme fue producido por Smartest Man Productions y se estrenó el 7 de septiembre de 2010.

## Sinopsis
Edgar, un exfiestero, finalmente está preparado para establecerse. Posee un negocio al que le va muy bien, donde diseña remeras; y está por formar matrimonio, pero el día de su casamiento, su mejor amigo lo convence de ir a una juerga en Los Ángeles.